# Hip-hop libanais
Le hip-hop libanais, ou rap libanais, désigne la scène et la culture du hip-hop ayant émergé au Liban. Le Liban est l'un des premiers pays arabes affectés par le hip-hop,,,,,. Malgré l'intérêt médiatique du genre au Moyen-Orient, les rappeurs certifient qu'il y a un manque d'intérêt de la presse locale,.